# Friedrich Leopold von Schrötter
Pour les articles homonymes, voir Schrötter.
Friedrich Leopold Reichsfreiherr von Schrötter (né le 1er février 1743 à Wohnsdorf (de) dans le futur arrondissement de Bartenstein, Royaume de Prusse ; et mort le 30 juin 1815 à Berlin) était un officier et un ministre prussien. Il a compté parmi les réformateurs prussiens. 

## Origine
Ses parents étaient le seigneur héréditaire de Wohnsdorf Friedrich Wilhelm von Schrötter (1712-1790) et sa femme Helene Barbara von der Gröben († 1773) de la maison Baeslack, fille du lieutenant-colonel Albrecht Siegmund von der Gröben. Le président du gouvernement Karl Wilhelm von Schrötter était son frère, un autre frère Friedrich Ludwig (* 1741) était un lieutenant-colonel prussien.

## Vie
Schrötter était lié à Emmanuel Kant, Theodor Gottlieb von Hippel l'Ancien et Johann Georg Scheffner (de). Depuis 1791, le président en chef de Königsberg i. Pr., il obligeait tous les étudiants qui voulaient être employés dans le département des finances de Prusse orientale à écouter les conférences de Christian Jakob Kraus. En 1795, il se rend à Berlin en tant que ministre de la Prusse orientale. En 1807/08, il a siégé à la Combined Immediat Commission. Avec Heinrich Friedrich Karl vom und zum Stein et d'autres, il a été un pionnier des réformes prussiennes. Schrötter a vécu pour voir la fin de la période française.
Le Schroettersche Landesaufnahme, qu'il a lancé en 1796 après l'incorporation de la Prusse occidentale dans l'État prussien, revêt une importance particulière. En référence à ce site, la ville polonaise de Płock a été rebaptisée Schröttersburg en 1941 pendant l'occupation allemande de la Pologne, qui a duré jusqu'à la reddition de la Wehrmacht.

## Famille
Son fils Eduard Ferdinand von Schroetter a étudié le droit à l'université de Heidelberg. Il est tombé comme officier prussien dans les guerres de libération le 30 octobre 1813 à la bataille de Hanau.